# Cup of Russia de 2006
Cup of Russia de 2006 foi a décima primeira edição da Cup of Russia, um evento anual de patinação artística no gelo organizado pela Federação de Patinação Artística da Rússia (em russo:  Федерация фигурного катания на коньках Росси), e que fez parte do Grand Prix de 2006–07. A competição foi disputada entre os dias 23 de novembro e 26 de novembro, na cidade de Moscou, Rússia.

## Eventos
- Individual masculino
- Individual feminino
- Duplas
- Dança no gelo

## Medalhistas
| Evento                        | Ouro                                             | Prata                                    | Bronze                                           |
| Individual masculino detalhes | Brian Joubert · França                           | Johnny Weir · Estados Unidos             | Ilia Klimkin · Rússia                            |
| Individual feminino detalhes  | Sarah Meier · Suíça                              | Júlia Sebestyén · Hungria                | Yoshie Onda · Japão                              |
| Duplas detalhes               | Aliona Savchenko · Robin Szolkowy · Alemanha     | Maria Petrova · Alexei Tikhonov · Rússia | Yuko Kavaguti · Alexander Smirnov · Rússia       |
| Dança no gelo detalhes        | Tanith Belbin · Benjamin Agosto · Estados Unidos | Oksana Domnina · Maxim Shabalin · Rússia | Isabelle Delobel · Olivier Schoenfelder · França |

## Resultados

### Individual masculino
| Pos.              | Nome                 | Nacionalidade    | Pontos | PC         | PL          |
| ----------------- | -------------------- | ---------------- | ------ | ---------- | ----------- |
| Medalha de ouro   | Brian Joubert        | França           | 237.83 | 77.70 (1)  | 160.13 (1)  |
| Medalha de prata  | Johnny Weir          | Estados Unidos   | 196.28 | 75.10 (2)  | 121.18 (5)  |
| Medalha de bronze | Ilia Klimkin         | Rússia           | 187.45 | 67.45 (4)  | 120.00 (6)  |
| 4                 | Tomáš Verner         | República Tcheca | 186.50 | 64.45 (6)  | 122.05 (3)  |
| 5                 | Emanuel Sandhu       | Canadá           | 185.45 | 71.30 (3)  | 114.15 (8)  |
| 6                 | Kristoffer Berntsson | Suécia           | 184.70 | 67.25 (5)  | 117.45 (7)  |
| 7                 | Andrei Griazev       | Rússia           | 184.02 | 62.59 (8)  | 121.43 (4)  |
| 8                 | Sergei Dobrin        | Rússia           | 182.39 | 59.36 (9)  | 123.03 (2)  |
| 9                 | Anton Kovalevski     | Ucrânia          | 162.98 | 53.69 (10) | 109.29 (9)  |
| 10                | Christopher Mabee    | Canadá           | 161.16 | 62.80 (7)  | 98.36 (12)  |
| 11                | Gregor Urbas         | Eslovênia        | 159.22 | 51.39 (11) | 107.83 (11) |
| 12                | Ryo Shibata          | Japão            | 158.43 | 49.32 (12) | 109.11 (10) |

### Individual feminino
| Pos.              | Nome                    | Nacionalidade  | Pontos | PC         | PL         |
| ----------------- | ----------------------- | -------------- | ------ | ---------- | ---------- |
| Medalha de ouro   | Sarah Meier             | Suíça          | 159.17 | 50.92 (3)  | 108.25 (1) |
| Medalha de prata  | Júlia Sebestyén         | Hungria        | 146.75 | 54.36 (1)  | 92.39 (5)  |
| Medalha de bronze | Yoshie Onda             | Japão          | 143.60 | 45.56 (6)  | 98.04 (2)  |
| 4                 | Elena Sokolova          | Rússia         | 143.11 | 52.08 (2)  | 91.03 (6)  |
| 5                 | Aki Sawada              | Japão          | 142.04 | 45.56 (7)  | 96.48 (3)  |
| 6                 | Kiira Korpi             | Finlândia      | 137.41 | 43.14 (9)  | 94.27 (4)  |
| 7                 | Arina Martinova         | Rússia         | 134.91 | 49.46 (4)  | 85.45 (7)  |
| 8                 | Viktoria Volchkova      | Rússia         | 130.83 | 47.50 (5)  | 83.33 (8)  |
| 9                 | Alissa Czisny           | Estados Unidos | 121.21 | 44.98 (8)  | 76.23 (10) |
| 10                | Liu Yan                 | China          | 114.65 | 40.72 (11) | 73.93 (11) |
| 11                | Anastasia Gimazetdinova | Uzbequistão    | 114.12 | 42.76 (10) | 71.36 (12) |
| 12                | Viktória Pavuk          | Hungria        | 111.74 | 34.88 (12) | 76.86 (9)  |

### Duplas
| Pos.              | Nome                                     | Nacionalidade  | Pontos | PC        | PL         |
| ----------------- | ---------------------------------------- | -------------- | ------ | --------- | ---------- |
| Medalha de ouro   | Aliona Savchenko / Robin Szolkowy        | Alemanha       | 179.45 | 63.96 (1) | 115.49 (2) |
| Medalha de prata  | Maria Petrova / Alexei Tikhonov          | Rússia         | 178.03 | 62.28 (2) | 115.75 (1) |
| Medalha de bronze | Yuko Kawaguchi / Alexander Smirnov       | Rússia         | 168.50 | 59.46 (3) | 109.04 (3) |
| 4                 | Dorota Siudek / Mariusz Siudek           | Polônia        | 163.13 | 57.98 (4) | 105.15 (4) |
| 5                 | Utako Wakamatsu / Jean-Sébastien Fecteau | Canadá         | 140.63 | 52.92 (5) | 87.71 (5)  |
| 6                 | Kendra Moyle / Andy Seitz                | Estados Unidos | 136.78 | 49.08 (6) | 87.70 (6)  |
| 7                 | Maria Mukhortova / Maxim Trankov         | Rússia         | 132.39 | 47.96 (7) | 84.43 (8)  |
| 8                 | Angelika Pylkina / Niklas Hogner         | Suécia         | 130.94 | 44.00 (8) | 86.94 (7)  |
| WD                | Anabelle Langlois / Cody Hay             | Canadá         | —      | — (WD)    |            |

### Dança no gelo
| Pos.              | Nome                                    | Nacionalidade  | Pontos | DC         | DO         | DL         |
| ----------------- | --------------------------------------- | -------------- | ------ | ---------- | ---------- | ---------- |
| Medalha de ouro   | Tanith Belbin / Benjamin Agosto         | Estados Unidos | 186.33 | 36.56 (2)  | 58.02 (1)  | 91.75 (2)  |
| Medalha de prata  | Oksana Domnina / Maxim Shabalin         | Rússia         | 185.34 | 37.99 (1)  | 52.36 (3)  | 94.99 (1)  |
| Medalha de bronze | Isabelle Delobel / Olivier Schoenfelder | França         | 183.53 | 36.50 (3)  | 57.83 (2)  | 89.20 (3)  |
| 4                 | Sinead Kerr / John Kerr                 | Reino Unido    | 168.53 | 32.25 (4)  | 51.88 (4)  | 84.40 (4)  |
| 5                 | Nóra Hoffmann / Attila Elek             | Hungria        | 161.57 | 30.25 (6)  | 48.89 (6)  | 82.43 (5)  |
| 6                 | Morgan Matthews / Maxim Zavozin         | Estados Unidos | 159.07 | 27.84 (8)  | 50.46 (5)  | 80.77 (6)  |
| 7                 | Kristin Fraser / Igor Lukanin           | Azerbaijão     | 157.15 | 30.35 (5)  | 47.17 (7)  | 79.63 (7)  |
| 8                 | Anna Cappellini / Luca Lanotte          | Itália         | 149.53 | 28.12 (7)  | 46.44 (8)  | 74.97 (9)  |
| 9                 | Anastasia Platonova / Andrei Maximishin | Rússia         | 148.72 | 27.64 (9)  | 45.65 (9)  | 75.43 (8)  |
| 10                | Alla Beknazarova / Vladimir Zuev        | Ucrânia        | 134.05 | 25.14 (10) | 40.19 (10) | 68.72 (10) |
| WD                | Ekaterina Rubleva / Ivan Shefer         | Rússia         | —      | — (WD)     |            |            |

## Quadro de medalhas
| Ordem | País           | Medalha de ouro | Medalha de prata | Medalha de bronze |    | Ordem por total |
| ----- | -------------- | --------------- | ---------------- | ----------------- | -- | --------------- |
| 1     | Estados Unidos | 1               | 1                |                   | 2  | 1               |
| 2     | França         | 1               |                  | 1                 | 2  | 2               |
| 3     | Alemanha       | 1               |                  |                   | 1  | 2               |
| 3     | Suíça          | 1               |                  |                   | 1  | 2               |
| 5     | Rússia         |                 | 2                | 2                 | 4  | 1               |
| 6     | Hungria        |                 | 1                |                   | 1  | 2               |
| 7     | Japão          |                 |                  | 1                 | 1  | 2               |
| TOTAL | TOTAL          | 4               | 4                | 4                 | 12 | —               |